# Glenn M. Anderson
Glenn Malcolm Anderson (ur. 21 lutego 1913 w Hawthorne, zm. 13 grudnia 1994 w Los Angeles) – amerykański polityk, członek Partii Demokratycznej.

## Działalność polityczna
Od 1940 do 1943 był burmistrzem Hawthorne. Od 1943 do 1951 zasiadał w Zgromadzeniu Stanowym Kalifornii. W okresie od 5 stycznia 1959 do 2 stycznia 1967 był zastępcą gubernatora Kalifornii Pata Browna. Od 3 stycznia 1969 do 3 stycznia 1973 przez dwie kadencje był przedstawicielem 17. okręgu, następnie przez jedną kadencję przedstawicielem 35. okręgu, a od 3 stycznia 1975 do 3 stycznia 1993 przez dziewięć kadencji był przedstawicielem 32. okręgu wyborczego w stanie Kalifornia w Izbie Reprezentantów Stanów Zjednoczonych.